# وو چیوهوا
وو چیوهوا (انگلیسی: Wu Qiuhua؛ زادهٔ ۲۱ ژوئن ۱۹۵۹) شمشیرباز زن اهل چین بود. وی در بازی‌های المپیک تابستانی ۱۹۸۴ شرکت کرده‌است.